# Ira Davis
Ira Davis (Ira Sylvester Davis; * 25. September 1936 in Philadelphia, Pennsylvania) ist ein ehemaliger US-amerikanischer Dreispringer.
Bei den Olympischen Spielen 1956 in Melbourne wurde er Elfter und bei den Panamerikanischen Spielen 1959 in Chicago Siebter.
1960 kam er bei den Olympischen Spielen in Rom auf den vierten und 1964 bei den Olympischen Spielen in Tokio auf den neunten Platz.
Von 1958 bis 1960 wurde er dreimal in Folge US-Meister. Sechsmal stellte er einen nationalen Rekord auf, zuletzt am 26. Juli 1964 in Los Angeles mit 16,43 m.